# Kleine roodoogjuffer
De kleine roodoogjuffer (Erythromma viridulum) is een waterjuffer die voorkomt bij stilstaande wateren met rijke onderbegroeiing zoals hoornblad. De wetenschappelijke naam van de soort werd in 1840 als Agrion viridulum gepubliceerd door Toussaint von Charpentier.

## Kenmerken

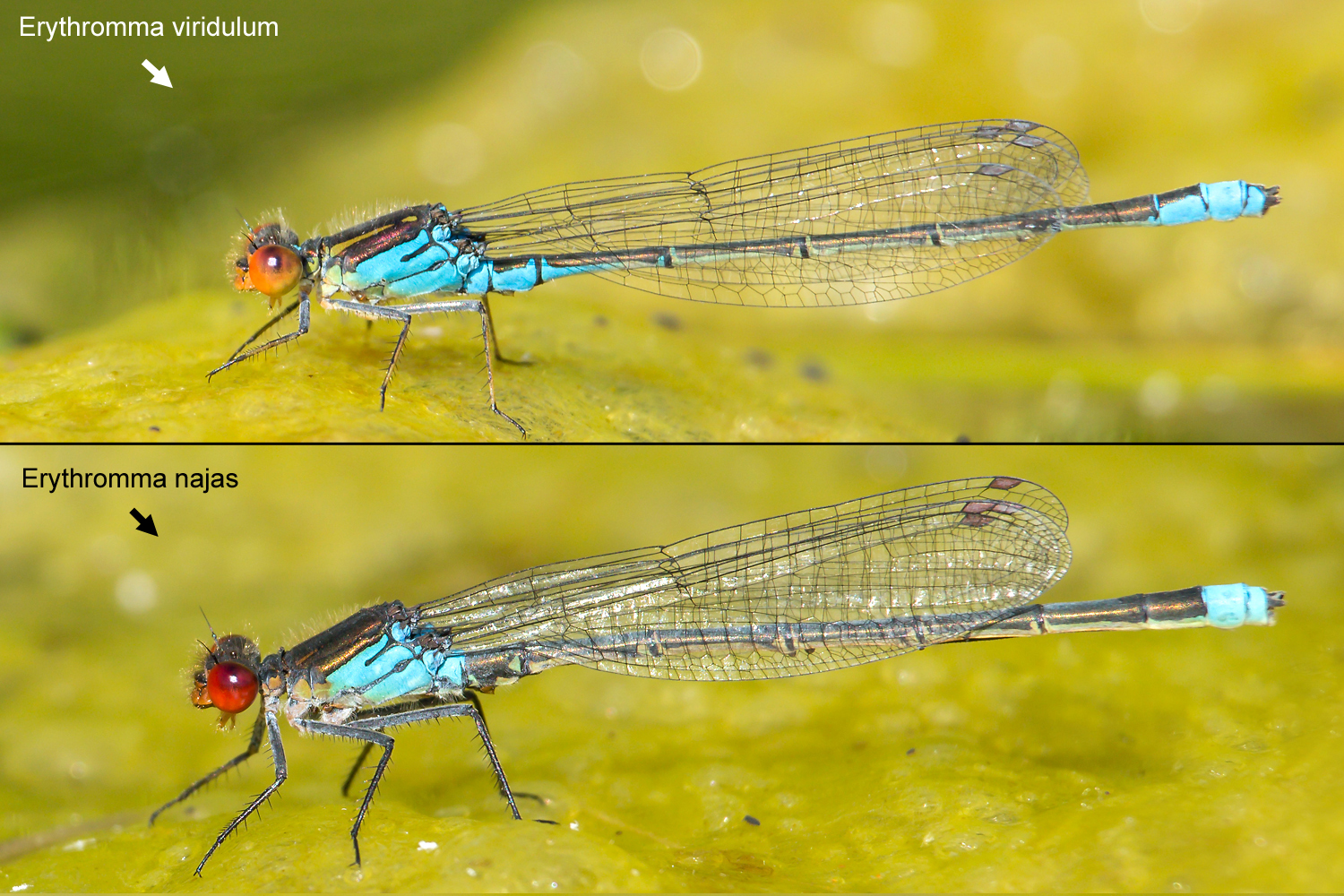
Mannetjes van de kleine roodoogjuffer (boven) in vergelijking met de grote roodoogjuffer (Erythromma najas)

Het mannetje is helderblauw met donkerbruine, koperglanzende tekeningen en is te herkennen aan de rode ogen en een x-vormig figuur op het tiende segment. Het vrouwtje is blauw en groenig met een donkere rugzijde.
Met zijn 26–32 mm grootte is de kleine roodoogjuffer kleiner en slanker dan grote roodoogjuffer (Erythromma najas). Het mannetje heeft helder rode ogen. De borststukrug is zwart met blauwe zijkanten. De schouderstrepen zijn meestal volledig, soms onderbroken tot twee streepjes. De achterlijfsrug is grotendeels zwart. In bovenaanzicht zijn de segmenten 1, 9 en 10 blauw. In het blauw van segment 9 staat een zwarte 'X'. In zijaanzicht is de blauwkleuring van het achterlijf uitgebreider: de zijkanten van segmenten 2 en 8 zijn blauw. Hierdoor zijn de blauwe basis en top van het achterlijf in zijaanzicht niet scherp ‘afgesneden’: het blauw loopt een stukje door richting het midden van het achterlijf. Van het vrouwtje zijn de ogen aan de bovenzijde bruin, aan de onderzijde geel of groen (niet rood). De schouderstreep is geheel aanwezig, meestal geel of groen gekleurd. De achterlijfsrug is geheel zwart. Zijkant borststuk en begin achterlijf  zijn blauw, soms groen. De zijkant van het midden achterlijf is gelig, soms groen. De zijkant van het uiteinde van het achterlijf is meestal blauw.

## Gelijkende soorten
Het mannetje van de kleine roodoogjuffer is te verwarren met de grote roodoogjuffer. De vrouwtjes zijn ook te verwarren met kanaaljuffer (Erythromma lindenii), tengere grasjuffer (Ischnura pumilio) en andere waterjuffers.

## Habitat
De kleine roodoogjuffer is te vinden in allerlei stilstaande en langzaam stromende wateren met een uitgebreide vegetatie van drijvende planten. Deze vegetatie is in voedselrijke wateren doorgaans beter ontwikkeld dan in voedselarme of zure wateren. De kleine roodoogjuffer deelt zijn habitat met grote roodoogjuffer, maar lijkt fijnbladige drijvende planten te prefereren, terwijl grote roodoogjuffer juist planten met brede bladeren prefereert. Dit is echter geen strikte scheiding. Soms is hij ook bij zwak brak water te vinden.

## Levenswijze
De vliegtijd van de kleine roodoogjuffer is van half juni tot eind september, met een vliegpiek van eind juli tot midden augustus. Deze piek ligt duidelijk later dan bij de grote roodoogjuffer, maar de vliegtijden van beide soorten overlappen in juni tot en met september. Mannetjes zijn vooral op drijvende waterplanten en algenflab te vinden, vaak op enige afstand van de waterkant. Eitjes worden in tandem afgezet, in ondergedoken (delen van) waterplanten. Het vrouwtje verdwijnt hierbij vaak geheel of gedeeltelijk onder water.
De larven overwinteren een, mogelijk soms twee jaar. Uitsluipen gebeurt van half juni tot begin september, maar vooral van half juli tot half augustus.